# Аччеттура
Аччеттура (итал. Accettura) — город в Италии, расположенный в регионе Базиликата. Подчинён административному центру Матера.
Население составляет 2427 человек, плотность населения — 27 чел./км². Занимает площадь 89 км². Почтовый индекс — 75011. Телефонный код — 00835.
В городе особо почитаем святой Иулиан Сорский, празднование 27 января.